# Damegambiet
Het damegambiet (ookwel aangeduid als the Queen's Gambit) is een vaak gespeelde schaakopening uit de gesloten spelen die begint met de zetten:
1. d2–d4 d7–d5
2. c2–c4

## Voortzettingen
De opening bestaat uit de voortzettingen 
- het geweigerd damegambiet, met ECO-codes D30 - D69.
- het Slavisch, met ECO-code D10
- het aangenomen damegambiet, met ECO-code D20,
- het klassiek damegambiet, met ECO-code D27

## Trivia
- De Netflix-serie The Queen's Gambit is vernoemd naar het damegambiet.